# Capitoli di Bobobo-bo Bo-bobo
Questa è la lista dei capitoli di Bobobo-bo Bo-bobo, manga scritto e disegnato da Yoshio Sawai, è stato serializzato dal 5 marzo 2001 al 14 novembre 2005 sulla rivista Weekly Shōnen Jump edita da Shūeisha. I vari capitoli sono stati raccolti in ventuno volumi tankōbon pubblicati dal 4 luglio 2001 al 2 maggio 2006.
In Italia la serie è stata pubblicata da Planeta DeAgostini dal 9 novembre 2007 all'8 maggio 2011. L'edizione italiana è una traduzione fedele della versione originale giapponese e ne conserva tutti i nomi dei personaggi, la dinamica delle gag (basate su un tipo di humor dell'assurdo prettamente giapponese) e le citazioni culturali, sebbene ciò l'ultimo volume è caratterizzato da una traduzione confusionaria, con frasi incomplete e parole senza senso logico.
Un sequel intitolato Shinsetsu Bobobō-bo Bō-bobo (真説ボボボーボ・ボーボボ?) ad opera dello stesso autore, è stato serializzato dal 19 dicembre 2005 al 2 luglio 2007 sempre su Weekly Shōnen Jump. I capitoli sono stati raccolti in sette volumi tankōbon pubblicati dal 4 luglio 2006 al 1º gennaio 2008. In Italia è inedito.

## Volumi 1-10
| Nº | Titolo italiano Giapponese 「Kanji」 - Rōmaji | Data di prima pubblicazione         | Data di prima pubblicazione             |
| Nº | Titolo italiano Giapponese 「Kanji」 - Rōmaji | Giapponese                          | Italiano                                |
| 1  | La festa degli scoppiati 「ハジケ祭り」 - Hajike matsuri | 4 luglio 2001 ISBN 4-08-873138-7    | 9 novembre 2007 ISBN 978-84-674-4454-4  |
| 1  | Capitoli - Tecnica segreta Nº 1. Capelli (毛?, Ke) - Tecnica segreta Nº 2. Il maniaco sessuale (変態?, Hentai) - Tecnica segreta Nº 3. La festa degli scoppiati (ハジケ祭り?, Hajike matsuri) - Tecnica segreta Nº 4. Natale (クリスマス?, Kurisumasu) - Tecnica segreta Nº 5. Mito (神話?, Shinwa) - Tecnica segreta Nº 6. Appuntamento al buio (コンパ?, Konpa) - Tecnica segreta Nº 7. Ci sono tanti ricordi (思い出がいっぱい?, Omoide ga ippai) - Tecnica segreta Nº 8. Ciclismo (サイクリング?, Saikuringu) - Tecnica segreta Nº 9. Labirinto d'amore (ラブ·ラビリンス?, Labu Labirinsu) - Tecnica segreta Nº 10. Battaglia mortale sulla riva di un lago (湖畔の死闘?, Kohan no shitō) |                                     |                                         |
| 2  | Qualcuno fermi quei tre (by Beauty) 「誰かあの3人を止めて下さい (by ビュテイ)」 - Dare ka ano 3-ri o tomete kudasai (by Byuti) | 4 settembre 2001 ISBN 4-08-873161-1 | 8 gennaio 2008 ISBN 978-84-674-4455-1   |
| 2  | Capitoli - Tecnica segreta Nº 11. Non posso farmi sconfiggere (負けられねぇんだよ!?, Makerarenee nda yo!) - Tecnica segreta Nº 12. Viaggio spensierato con fermate casuali (ぶらり途中下車の旅?, Burari tochū gesha no tabi) - Tecnica segreta Nº 13. Intrusione! Alla Torre Calva (突撃!!アイツハゲ•タワー?, Totsugeki!! Aitsuhage Tawā) - Tecnica segreta Nº 14. Non è vero, non sono una cacca (違うって ~オレウンコじゃねぇって〜?, Chigautte ~ore unko ja nētte~) - Tecnica segreta Nº 15. Se non sei una cacca, che cosa sei!? (ウンコじゃなきゃなんなんだ!??, Unko Ja nakya nannanda!?) - Tecnica segreta Nº 16. Qualcuno fermi quei tre (by Beauty) (誰かあの3人を止めてください (by ビュティ)?, Dareka ano sannin o tomete kudasai (by Byutei)) - Tecnica segreta Nº 17. Un nuovo avversario (新たなる刺客?, Aratanaru shikaku) - Tecnica segreta Nº 18. Il cuore della scoreggia è... capriccioso (おならの気持ちは気まぐれなの♥?, Onara no kimochi wa kimagure na no♥) - Tecnica segreta Nº 19. Addio Torre Capellona (さらばアイツハゲテナカッ•タワー?, Saraba aitsuhage Tenaka Tawā) - Tecnica segreta Nº 20. Hekkun, benvenuto nella banda Bo-bobo! (ようこそヘッくんボーボボ組へ?, Yōkoso Hekkun Bo-bobo gumi e) |                                     |                                         |
| 3  | 「ボーボボVSところ天の助」 - Bōbobo VS Tokoro Tennosuke | 4 dicembre 2001 ISBN 4-08-873198-0  | 8 gennaio 2008 ISBN 978-84-674-4481-0   |
| 3  | Capitoli - Tecnica segreta Nº 21. (そんなワケない?, Sonna wake nai) - Tecnica segreta Nº 22. (帰省?, Kisei) - Tecnica segreta Nº 23. (ところてんへの贈り物?, Tokoroten e no okurimono) - Tecnica segreta Nº 24. (遊園地ってすばらしい!!?, Yūenchi tte subarashī!!) - Tecnica segreta Nº 25. (算数だいすき1•2•3!!?, Sansū daisuki 1•2•3!!) - Tecnica segreta Nº 26. (亀ラップ?, Kame Rappu) - Tecnica segreta Nº 27. (オバケ屋敷とオナラと結婚と?, Obakeyashiki to onara to kekkon to) - Tecnica segreta Nº 28. (薔薇?, Bara) - Tecnica segreta Nº 29. (解き放たれたオナラたちへ。。。?, Tokihanatareta onara-tachi e...) - Tecnica segreta Nº 30. (ボーボボVSところ天の助?, Bo-bobo tai tokoroten no suke) - Tecnica segreta Nº 31. (聖戦?, Jihādo) |                                     |                                         |
| 4  | 「5対5だヨ! 全員集合」 - 5 tai 5 da yo! Zen'in shūgō | 4 marzo 2002 ISBN 4-08-873234-0     | 1º febbraio 2008 ISBN 978-84-674-4482-7 |
| 4  | Capitoli - Tecnica segreta Nº 32. (せつなさにのせて?, Setsunasa ni nosete) - Tecnica segreta Nº 33. (エバーフリー?, Ebā Furī) - Tecnica segreta Nº 34. (面接の達人?, Mensetsu no tatsujin) - Tecnica segreta Nº 35. (鼻毛に絡められた宿命?, Hanage ni karamerareta shukumei) - Tecnica segreta Nº 36. (ふんどし先輩?, Fundoshi senpai) - Tecnica segreta Nº 37. (集いし5人の戦士?, Tsudoishi 5-nin no senshi) - Tecnica segreta Nº 38. (ポメードリングに行く 僕達5人の物語?, Pomēdo Ringu ni iku boku-tachi 5-nin no monogatari) - Tecnica segreta Nº 39. (翼をください?, Tsubasa wo kudasai) - Tecnica segreta Nº 40. (5対5だヨ! 全員集合?, 5 tai 5 da yo! Zenin shūgō) - Tecnica segreta Nº 41. (ヘッポコマルの恥ずかしい過去?, Heppokomaru no hazukashī kako) - Tecnica segreta Nº 42. (めくりめくられこの体?, Mekurimekurareko no karada) |                                     |                                         |
| 5  | 「やったぜ! みんなのおかげで1周年」 - Yattaze! Min'na no okage de 1-shūnen | 1º maggio 2002 ISBN 4-08-873258-8   | 25 aprile 2008 ISBN 978-84-674-5096-5   |
| 5  | Capitoli - Tecnica segreta Nº 43. (大激戦!! 聖鼻毛領域!!?, Daigekisen!! Bo-bobo Wārudo) - Tecnica segreta Nº 44. (ボーボボ バビロン界え行く?, Bo-bobo Babironkai e iku) - Tecnica segreta Nº 45. (バビロン案内隊の恐怖?, Babiron annaitai no kyōfu) - Tecnica segreta Nº 46. (新必殺技?, Shin hissatsu waza) - Tecnica segreta Nº 47. (因縁×鼻毛×決戦?, Innen X Hanage X Kessen) - Tecnica segreta Nº 48. (軍艦です?, Gunkan desu) - Tecnica segreta Nº 49. (ボーボボです?, Bo-bobo desu) - Tecnica segreta Nº 50. (気になるアイツ?, Ki ni naru aitsu) - Tecnica segreta Nº 51. (太陽に堕ちた日?, Taiyō ni ochita hi) - Tecnica segreta Nº 52. (甦りし虚ろなる虎?, Yomigaerishi utsuro naru tora) - Tecnica segreta Nº 53. (やったぜ! みんなのおかげで1周年?, Yatta ze! Minna no okage de 1 shūnen) |                                     |                                         |
| 6  | 「でででで田楽マン」 - DedededeDengakuman | 2 agosto 2002 ISBN 4-08-873325-8    | 16 maggio 2008 ISBN 978-84-674-5097-2   |
| 6  | Capitoli - Tecnica segreta Nº 54. (Just Wanna Cry?) - Tecnica segreta Nº 55. (ファミコン世代の逆襲?, Famikon sedai no gyakushū) - Tecnica segreta Nº 56. (醜い争いの結末?, Minikui arasoi no ketsumatsu) - Tecnica segreta Nº 57. (夏だ!海だ!すいか割だ!!わ〜〜!!!!?, Natsu da! Umi da! Suikawari da !! Wa~~!!!!) - Tecnica segreta Nº 58. (首領パッチ名作劇場?, Don Pacchi meisaku gekijō) - Tecnica segreta Nº 59. (クイズだぴょん! ぴょん! ぴょん! ぴょん! カエルじゃないよ田楽だよ!?, Quizu da pyon! Pyon! Pyon! Pyon! Kaeru ja nai yo Dengaku da yo!) - Tecnica segreta Nº 60. (Zブロック基地の秘密?, Zeddo Burokku Kichi no himitsu) - Tecnica segreta Nº 61. (上等?, Jōtō) - Tecnica segreta Nº 62. (ドラゴン化計画?, Doragon-ka keikaku) - Tecnica segreta Nº 63. (こころん?, Kokoron) - Tecnica segreta Nº 64. (でででで田楽マン?, DedededeDengaku Man) - Tecnica segreta Nº 65. (強靭なる心の持ち主?, Kyōjin naru kokoro no mochinushi) |                                     |                                         |
| 7  | 「それいけ3バカトリオ」 - Sore ike 3 baka torio | 1º novembre 2002 ISBN 4-08-873339-8 | 25 luglio 2008 ISBN 978-84-674-5098-9   |
| 7  | Capitoli - Tecnica segreta Nº 66. (友達100人できるかな??, Tomodachi 100 nin dekiru ka na?) - Tecnica segreta Nº 67. (激戦開幕!!?, Gekisen kaimaku!!) - Tecnica segreta Nº 68. (買わなきゃバンゲリング•ベイ?, Kawanakya Bangeringu Bei) - Tecnica segreta Nº 69. (茶道パニック!!?, Sadō Panikku!!) - Tecnica segreta Nº 70. (これがボーボボ!!?, Kore ga Bo-bobo!!) - Tecnica segreta Nº 71. (お米?, Okome) - Tecnica segreta Nº 72. (それいけ3バカトリオ?, Sore ike 3 baka torio) - Tecnica segreta Nº 73. (頂点?, Chōten) - Tecnica segreta Nº 74. (ハジケ者たちの宴?, Hajikemono-tachi no utage) - Tecnica segreta Nº 75. (頂上決戦?, Chōjō kessen) - Tecnica segreta Nº 76. (カエルに見える?, Kaeru ni mieru) |                                     |                                         |
| 8  | 「M • T」 - M T | 4 marzo 2003 ISBN 4-08-873393-2     | 1º agosto 2008 ISBN 978-84-674-5099-6   |
| 8  | Capitoli - Tecnica segreta Nº 77. (やさしさに包まれたなら?, Yasashisa ni tsutsumareta nara) - Tecnica segreta Nº 78. (ルビーちゃん登場!!?, Rubī-chan tōjyō!!) - Tecnica segreta Nº 79. (背番号10の重圧?, Sebangō 10 no jūatsu) - Tecnica segreta Nº 80. (ワナワナで罠?, Wanawana de wana) - Tecnica segreta Nº 81. (ボーボボオールスターズ大乱闘?, Bo-bobo ōrusutāzu dairantō) - Tecnica segreta Nº 82. (本能のままにスパーク!!?, Honnō no mama ni supāku!!) - Tecnica segreta Nº 83. (便座の上でハシャぎすぎ?, Benza no ue de hashagisugi) - Tecnica segreta Nº 84. (M • T?, Majide Taimu) - Tecnica segreta Nº 85. (最凶OVERたい最低ボーボボ?, Saikyō OVER tai saitei Bo-bobo) - Tecnica segreta Nº 86. (初めての空中戦にマジドキ♥?, Hajimete no kūchūsen ni majidoki♥) - Tecnica segreta Nº 87. (ゲームオーバー?, Gēmu Ōbā) |                                     |                                         |
| 9  | 「3バカVS魚雷」 - San baka bāsasu Gyorai | 4 giugno 2003 ISBN 4-08-873437-8    | 3 ottobre 2008 ISBN 978-84-674-5961-6   |
| 9  | Capitoli - Tecnica segreta Nº 88. (無敵?, Muteki) - Tecnica segreta Nº 89. (3バカVS魚雷?, San baka bāsasu Gyorai) - Tecnica segreta Nº 90. (でちゃった♥聖鼻毛領域?, Dechatta♥Bo-bobo Wārudo) - Tecnica segreta Nº 91. (宇宙に包まれて。。。?, Uchū ni tsutsumarete...) - Tecnica segreta Nº 92. (悪いヤツらをぶっとばせ!!!?, Warui yatsura wo buttobase!!!) - Tecnica segreta Nº 93. (チャレンジャ?, Charenjya) - Tecnica segreta Nº 94. (シュッポッポだぜっ!!?, Shuppoppo Da ze!!) - Tecnica segreta Nº 95. (少年時代?, Shōnen jidai) - Tecnica segreta Nº 96. (悪夢•悪夢•悪夢?, Akumu • Akumu • Akumu) - Tecnica segreta Nº 97. (三人の殺人鬼?, Sannin no satsujinki) - Tecnica segreta Nº 98. (オレが主人公だ!!!?, Ore ga shujinkō da!!!) |                                     |                                         |
| 10 | 「100万億のボーボボ」 - 100 man oku no Bo-bobo | 4 settembre 2003 ISBN 4-08-873507-2 | 31 ottobre 2008 ISBN 978-84-674-5962-3  |
| 10 | Capitoli - Tecnica segreta Nº 99. (最強の4人集う!?, Saikyō no yonnin tsudō!) - Tecnica segreta Nº 100. (大集合!!蹴って殴って大乱闘!!?, Daishūgō!! Kette nagutte dairantō!!) - Tecnica segreta Nº 101. (激突?, Gekitotsu) - Tecnica segreta Nº 102. (ナメられてます!!?, Nameraretemasu!!) - Tecnica segreta Nº 103. (金か鼻毛か?, Kane ka hanage ka) - Tecnica segreta Nº 104. (恐怖のスゴロクバトル?, Kyōfu no Sugoroku batoru) - Tecnica segreta Nº 105. (独壇場?, Dokudanjyō) - Tecnica segreta Nº 106. (100万億のボーボボ?, 100 man oku no Bo-bobo) - Tecnica segreta Nº 107. (大切なもの!!?, Taisetsu na mono!!) - Tecnica segreta Nº 108. (サイバー都市からの挑戦状?, Saibā toshi kara no chōsenjyō) - Tecnica segreta Nº 109. (球獄処刑場?, Kyūgoku shokeijyō) |                                     |                                         |

## Volumi 11-21
| Nº | Giapponese 「Kanji」 - Rōmaji | Data di prima pubblicazione         | Data di prima pubblicazione             |
| Nº | Giapponese 「Kanji」 - Rōmaji | Giapponese                          | Italiano                                |
| 11 | 「心に届く歌」 - Kokoro ni todoku uta | 4 dicembre 2003 ISBN 4-08-873536-6  | 28 novembre 2008 ISBN 978-84-674-5963-0 |
| 11 | Capitoli - Tecnica segreta Nº 110. (賭けてボーボボ?, Kakete Bo-bobo) - Tecnica segreta Nº 111. (おもしろバンジー祭り?, Omoshiro banjī matsuri) - Tecnica segreta Nº 112. (縦横無尽?, Jyūō mujin) - Tecnica segreta Nº 113. (ボーボボ怒る!!?, Bo-bobo ikaru!!) - Tecnica segreta Nº 114. (2つの死闘?, Daburu uō) - Tecnica segreta Nº 115. (怒激X2?, Dogeki X 2) - Tecnica segreta Nº 116. (黒太陽の使者?, Kurotaiyō no shisha) - Tecnica segreta Nº 117. (汚れなき誤算?, Kegarenaki gosan) - Tecnica segreta Nº 118. (心に届く歌?, Kokoro ni todoku uta) - Tecnica segreta Nº 119. (ギガ!オレはお前を許さない!!?, Giga! Ore wa omae wo yurusanai!!) - Tecnica segreta Nº 120. (突き進む3バカ!!?, Tsukisusumu 3 baka!!) |                                     |                                         |
| 12 | 「激戦開幕3狩リア!!」 - Gekisen kaimaku Sangaria!! | 4 marzo 2004 ISBN 4-08-873575-7     | 31 dicembre 2008 ISBN 978-84-674-5964-7 |
| 12 | Capitoli - Tecnica segreta Nº 121. (互いの本気?, Tagai no honki) - Tecnica segreta Nº 122. (登れ登れ!階段バトル!!?, Nobore nobore! Kaidan batoru!!) - Tecnica segreta Nº 123. (突っ走れ芸術?, Tsubbashire ato!!!) - Tecnica segreta Nº 124. (漢?, Otoko) - Tecnica segreta Nº 125. (100年前から?, 100 nen mae kara) - Tecnica segreta Nº 126. (はっちゃけろ5対5!!?, Hacchakero 5 tai 5!!) - Tecnica segreta Nº 127. (パワーアップしちゃうぞ!!?, Pawā Appu shichauzo!!) - Tecnica segreta Nº 128. (花乱れてバカ冴える?, Hana mitarete baka saeru) - Tecnica segreta Nº 129. (スーパーなヤツ?, Sūpā na yatsu) - Tecnica segreta Nº 130. (鼻VS花?, Hana bāsasu Hana) - Tecnica segreta Nº 131. (激戦開幕3狩リア!!?, Gekisen kaimaku Sangaria!!) |                                     |                                         |
| 13 | 「パッチボボの憂鬱」 - Pacchi Bobo no yūutsu | 4 giugno 2004 ISBN 4-08-873609-5    | 15 febbraio 2009 ISBN 978-84-674-5965-4 |
| 13 | Capitoli - Tecnica segreta Nº 132. (こんなのアリ?新3人組?, Konna no ari? Shin 3-ningumi) - Tecnica segreta Nº 133. (攻略せよ。。。SFワールド?, Kōryakuse yo...Esu Efu Wārudo) - Tecnica segreta Nº 134. (7•ミステリー?, Sebun Misuterī) - Tecnica segreta Nº 135. (戦場ブルース?, Senjyō burūsu) - Tecnica segreta Nº 136. (魚雷とコンバットと?, Gyorai to konbatto to) - Tecnica segreta Nº 137. (動き出す実力者達?, Ugokidasu jitsuryokusha-tachi) - Tecnica segreta Nº 138. (出た!ぶっちぎりのすげえヤツ!!?, Deta! Bucchigiri no sugē yatsu!!) - Tecnica segreta Nº 139. (パッチボボの憂鬱?, Pacchibobo no yūutsu) - Tecnica segreta Nº 140. (禁断の激強三角関係?, Kindan no gekitsuyo toraianguru) - Tecnica segreta Nº 141. (超強力な助っ人?大混戦だぜ!?, Chōkyōryoku na suketto? Daikonsen da ze!) - Tecnica segreta Nº 142. (3人のハジケリスト?, 3-nin no Hajikelisuto) |                                     |                                         |
| 14 | 「ボーボボVSハンペン」 - Bō-bobo VS Hanpen | 3 settembre 2004 ISBN 4-08-873648-6 | 15 marzo 2009 ISBN 978-84-674-7199-1    |
| 14 | Capitoli - Tecnica segreta Nº 143. (サービス全開!大脱出劇!!?, Sābisu zenkai! Daidashutsugeki!!) - Tecnica segreta Nº 144. (なんだヤツは!?ゴエモンビックリ!?, Nanda yatsu wa!? Goemon bikkuri!) - Tecnica segreta Nº 145. (レムレムレームレム?, Remu Remu Rēmu Remu) - Tecnica segreta Nº 146. (超睡眠バトル!!?, Chōsuimin batoru!!) - Tecnica segreta Nº 147. (聖鼻毛悪夢領域?, Bo-bobo Wārudo Naitomea) - Tecnica segreta Nº 148. (三強ランバダ、登場!?, Sankyō Lanbada, tōjyō!) - Tecnica segreta Nº 149. (鼻毛の谷のポリゴン?, Hanage no tani no Porigon) - Tecnica segreta Nº 150. (レトロでGO!?, Retoro de Gō!) - Tecnica segreta Nº 151. (ボーボボVSハンペン?, Bo-bobo bāsasu Hanpen) - Tecnica segreta Nº 152. (登りつめし2人?, Nobori tsumeshi 2-ri) - Tecnica segreta Nº 153. (大混戦!ハチャメチャ9強おでん3狩リア?, Daikonsen! Hachamecha 9 kyō Oden 3 Sangaria) |                                     |                                         |
| 15 | 「人間なんて ららら」 - Ningen nante Ra Ra Ra | 3 dicembre 2004 ISBN 4-08-873681-8  | 5 aprile 2009 ISBN 978-84-674-7200-4    |
| 15 | Capitoli - Tecnica segreta Nº 154. (目覚める少年戦士?, Mezameru shōnen senshi) - Tecnica segreta Nº 155. (天ボボVSハンペン?, Tenbobo bāsasu Hanpen) - Tecnica segreta Nº 156. (皇帝ツル•ツルリナ3世?, Kōtei tsuru tsururina 3-sei) - Tecnica segreta Nº 157. (歴史を動かせし者達?, Rekishi wo ugokaseshi mono-tachi) - Tecnica segreta Nº 158. (最悪のシナリオ?, Saiaku no shinario) - Tecnica segreta Nº 159. (急展開!赤と青?, Kyūtenkai! Aka to ao) - Tecnica segreta Nº 160. (人間なんて ららら?, Ningen nante Ra Ra Ra) - Tecnica segreta Nº 161. (オレ達の人生を見て見て見て〜!!?, Ore-tachi no jinsei wo mite mite mite~!) - Tecnica segreta Nº 162. (大会開催!聴けモグラの叫びを!!?, Daikai kaisai! Kike mogura no sakebi wo!!) - Tecnica segreta Nº 163. (ビュテイ危機一髪!?, Byutei kiki ippatsu!) - Tecnica segreta Nº 164. (激!中華大戦!!?, Geki! Chūka taisen!!) |                                     |                                         |
| 16 | 「戦慄の怒んパッチ」 - Senritsu no okon Patchi | 4 febbraio 2005 ISBN 4-08-873773-3  | 3 maggio 2009 ISBN 978-84-674-7201-1    |
| 16 | Capitoli - Tecnica segreta Nº 165. (新皇帝決定戦開催!?, Shinkōtei ketteisen kaisai!) - Tecnica segreta Nº 166. (ボーボボVSねんちゃく?, Bo-bobo bāsasu Nenchaku) - Tecnica segreta Nº 167. (つっぱしれ!ボーボボTV局!?, Tsuppashire! Bo-bobo TV-kyoku!) - Tecnica segreta Nº 168. (GBAから逆輸入の男!?, Gēmu Bōi Adobansu kara gyakuyunyū no otoko!) - Tecnica segreta Nº 169. (やまんば注意報発令中!!?, Yamanba chūihō hatsureichū!!) - Tecnica segreta Nº 170. (サンバ☆ルンバ☆マンボ うっ!!?, Sanba☆Runba☆Manbo U!!) - Tecnica segreta Nº 171. (急展開!BIG?, Kyūtenkai! BIG) - Tecnica segreta Nº 172. (真拳×闇拳×拳=暴走?, Shinken x Yamiken x Kobushi = Bōsō) - Tecnica segreta Nº 173. (怒る!?, Ikaru!) - Tecnica segreta Nº 174. (戦慄の怒んパッチ?, Senritsu no Don Pacchi) - Tecnica segreta Nº 175. (裏マルハーゲ帝国とサービスマン?, Ura Maruhāge teikoku to Sābisuman) |                                     |                                         |
| 17 | 「死の診察室! ヤツの名は白狂」 - Shi no shinsatsu-shitsu! Yatsu no na wa Byakkyō | 2 maggio 2005 ISBN 4-08-873804-7    | 7 giugno 2009 ISBN 978-84-674-7202-8    |
| 17 | Capitoli - Tecnica segreta Nº 176. (再燃!ボーボボ?, Sainen! Bo-bobo) - Tecnica segreta Nº 177. (絵本パラダイス?, Ehon paradaisu) - Tecnica segreta Nº 178. (行くぜ全面対決!闇VSオレら?, Ikuze zenmen taiketsu! Yami bāsasu Orera) - Tecnica segreta Nº 179. (ボーボボオールスターズ大爆進!!?, Bo-bobo ōrusutāzu daibakushin!!) - Tecnica segreta Nº 180. (のしあがれ!明日の映画スター?, Noshiagare! Asu no eiga Sutā) - Tecnica segreta Nº 181. (ギャンブルブルブルブルドッキングヘッドロック!!?, Gyanburu buruburu burudokkingu Heddorokku!!) - Tecnica segreta Nº 182. (筋肉隆隆 死の血殺戦術?, Kinniku ryūryū shi no kessatsu senjutsu) - Tecnica segreta Nº 183. (魚雷降臨?, Gyorai kōrin) - Tecnica segreta Nº 184. (死の診察室! ヤツの名は白狂?, Shi no shinsatsushitsu! Yatsu no na wa Byakkyō) - Tecnica segreta Nº 185. (踊る手術包囲網線?, Odoru shujutsu hōi mōsen) - Tecnica segreta Nº 186. (全開!FEVERモトクロス!!!?, Zenkai! FEVER Motokurosu!!!) |                                     |                                         |
| 18 | 「ガネメ」 - Ganeme | 4 agosto 2005 ISBN 4-08-873842-X    | 6 settembre 2009 ISBN 978-84-674-7203-5 |
| 18 | Capitoli - Tecnica segreta Nº 187. (結束決戦!マッドオドクターの最期?, Kessoku kessen! Maddo dokutā no saigo) - Tecnica segreta Nº 188. (仁義の華?, Jingi no hana) - Tecnica segreta Nº 189. (毛決戦?, Kekessen) - Tecnica segreta Nº 190. (鼻毛とスネ毛のラプソデイー?, Hanage to sunege no rapusodeī) - Tecnica segreta Nº 191. (ガネメ?, Ganeme) - Tecnica segreta Nº 192. (アイツに首ったけ?, Aitsu ni kubittake) - Tecnica segreta Nº 193. (最堅鎧!ニャンニャンアーマーをつき破れ!!?, Saikengai! Nyannyan āmā wo tsukiyabure!!) - Tecnica segreta Nº 194. (ハイドレートのひみちゅ♥?, Haidorēto no himichu♥) - Tecnica segreta Nº 195. (決着!!闇皇帝の最期?, Ketchaku!! Yami kōtei no saigo) - Tecnica segreta Nº 196. (破天荒VSボーボボ?, Hatenkō bāsasu Bo-bobo) - Tecnica segreta Nº 197. (ボーボボの頼み!!?, Bo-bobo no tanomi!!) |                                     |                                         |
| 19 | 「ブブブーブ ブーブブ」 - Bububū-bu Bū-bubu | 4 novembre 2005 ISBN 4-08-873873-X  | 6 dicembre 2009 ISBN 978-84-674-8363-5  |
| 19 | Capitoli - Tecnica segreta Nº 198. (ビービビ戦隊•タコヤキバトル!?, Bi-bibi Sentai • Takoyaki batoru!) - Tecnica segreta Nº 199. (モンスターハウス!!?, Monsutā Hausu!!) - Tecnica segreta Nº 200. (ブブブーブ ブーブブ?, Bububu-bu Bu-bubu) - Tecnica segreta Nº 201. (「消死毛4消しバトル」でございまーす♪?, 'Keshī Keshi Keshi batoru' de gozaimāsu♪) - Tecnica segreta Nº 202. (モエモエおやびんの自分探しの旅?, Moemoe oyabin no jibun sagashi no tabi) - Tecnica segreta Nº 203. (メモリーーーーー想い出の真拳?, Memorī----Omoide no Shinken) - Tecnica segreta Nº 204. (ビブベボ ビブベボ?, Bibubebo Bibubebo) - Tecnica segreta Nº 205. (容器として。。。?, Hairemono to shite...) - Tecnica segreta Nº 206. (困った兄弟達?, Komatta hitotachi) - Tecnica segreta Nº 207. (毛平和?, Heā Pīsu) - Tecnica segreta Nº 208. (使い捨てじゃない!?, Tsukaisute ja nai!) |                                     |                                         |
| 20 | 「シゲキ対ハジケ」 - Shigeki tai Hajike | 3 febbraio 2006 ISBN 4-08-874016-5  | 2 aprile 2011 ISBN 978-84-674-8364-2    |
| 20 | Capitoli - Tecnica segreta Nº 209. (はっちゃける前兆?, Hacchakeru zenchō) - Tecnica segreta Nº 210. (バビっとひんやり女戦士登場♥?, Babittohin yari onna senshi tōjō♥) - Tecnica segreta Nº 211. (ノッてるかい?踊りまくりのダンシングバトラーズ♥?, Notterukai? Odorimakuri no danshingu batorāzu♥) - Tecnica segreta Nº 212. (体感!壮絶羅生門バトル?, Taikan! Sōzetsu Rashōmon batoru) - Tecnica segreta Nº 213. (実力者集結 シケキ的アスレチック大混戦!!?, Jitsuryokusha shūketsu: Shigekiteki asulechikku daikonsen!!) - Tecnica segreta Nº 214. (スーパースピン!!はっちゃけピンボール大混戦♪?, Sūpā Supin!! Hacchake pinbōru daikonsen♪) - Tecnica segreta Nº 215. (プニプニ感丸出し♥ 豆腐キューブフェステイバル!!?, Punipunikan marudashi♥: Tōfu Kyūbu Fesuteibaru!!) - Tecnica segreta Nº 216. (さすらいの豆腐を打ち敗れ3バカ!!?, Sasurai no Tōfu wo uchiyabure 3 baka!!) - Tecnica segreta Nº 217. (京都バズーカ!!!!?, Kyōto Bazūka!!!!) - Tecnica segreta Nº 218. (シゲキ対ハジケ?, Shigeki tai Hajike) - Tecnica segreta Nº 219. (びっくりスーパー死劇ショー?, Bikkuri Sūpā Shigeki Shō) |                                     |                                         |
| 21 | 「ハジケ伝説よ、永遠に...!?」 - Hajike densetsu yo, eien ni...!? | 2 maggio 2006 ISBN 4-08-874101-3    | 8 maggio 2011 ISBN 978-84-674-8365-9    |
| 21 | Capitoli - Tecnica segreta Nº 220. (大人?, Otona) - Tecnica segreta Nº 221. (大人になれないヤツはおいていく?, Otona ni narenai yatsu wa oite iku) - Tecnica segreta Nº 222. (始まりはここから?, Hajimari wa koko kara) - Tecnica segreta Nº 223. (対極! 堕ちた者?, Taikoku! Ochitamono) - Tecnica segreta Nº 224. (壮絶なるヘアー•ピン!!?, Sōzetsunaru Heā Pin!!) - Tecnica segreta Nº 225. (止めねえ雨?, Yamenē ame) - Tecnica segreta Nº 226. (閃光!!オレたちは不死鳥だ!!?, Senkō!! Ore-tachi wa fushichō da!!) - Tecnica segreta Nº 227. (エクストラ•ダンデイ?, Ekusutora Dandei) - Tecnica segreta Nº 228. (んもう♥みんながいたから。。。?, Nmō♥minna ga ita kara...) - Tecnica segreta Nº 229. (最後の晩餐?, Saigo no bansan) - Tecnica segreta Nº 230. (ハジケ伝説よ、永遠に。。。!??, Hajike densetsu yo, eien ni...!?) |                                     |                                         |

## Shinsetsu Bobobō-bo Bō-bobo
| Nº | Titolo italiano (traduzione letterale) Giapponese 「Kanji」 - Rōmaji | Data di prima pubblicazione            | Data di prima pubblicazione |
| Nº | Titolo italiano (traduzione letterale) Giapponese 「Kanji」 - Rōmaji | Giapponese                             |                             |
| 1  | Nuova acconciatura 「新毛」 - Shinke | 4 luglio 2006 ISBN 4-08-874129-3       |                             |
| 1  | Capitoli (traduzioni letterali dei titoli) - 01. Un nuovo capello (新毛?, Shimō) - 02. La strada del ritorno dall'Inferno (黄泉がえり?, Yomigaeri) - 03. Paradiso e Terra (天と地と?, Ten to chi to) - 04. Andiamo a scuola! (学校へ行こう!?, Gakkō e ikō!) - 05. Non rinunciare alla tua vita! (人生ナメずにこれナメて!?, Jinsei namezu ni kore namete!) - 06. Ehi! Bobopatch-sensei (押忍!ボボ八先生?, Osu! Bobopachi-sensei) - 07. Gaoh's Memory (ガ王’s MEMORY?, Gaōzu Memorī) - 08. Service, Service anche questa settimana (今週もサービスサービス?, Konshū mo Sābisu Sābisu) - 09. Etichetta del cuore (心のエチケット?, Kokoro no Echiketto) - 10. Il leggendario SCOOP!! (伝説のSCOOP!!?, Densetsu no Sukūpu!!) |                                        |                             |
| 2  | Bo-bobo VS. Heppokomaru!! 「ボーボボ VS. 覚醒ヘッポコ丸」 - Bo-bobo vs. kakusei Heppokomaru!! | 4 ottobre 2006 ISBN 4-08-874263-X      |                             |
| 2  | Capitoli (traduzioni letterali dei titoli) - 11. Una squadra vincente mangia la cacca!!! (勝ち組なんてクソ喰らえ!!!?, Kachi-gumi nante kuso kurae!!!) - 12. Contrattacco del pane! (食パンの逆襲?, Shokupan no gyakushū) - 13. Il grande piano per salvare Heppokomaru!! (ヘッポコ丸奪還大作戦!!?, Heppokomaru dakkan dai sakusen!!) - 14. OVER HEAT (OVER HEAT?) - 15. Bo-bobo VS. Heppokomaru!! (ボーボボVS覚醒ヘッポコ丸?, Bo-bobo VS kakusei Heppokomaru!!) - 16. Il malvagio re Heppokomaru (邪王ヘッポコ丸?, Yokoshima-ō Heppokomaru) - 17. Lui è qui!! Shinsetsu BoboPatch (出たぞ!!真説ボボパッチ?, Deta zo!! Shinsetsu Bobopacchi) - 18. È ora di andare a dormire!! (おねんねの時間!!?, O nen'ne no jikan!!) - 19. L'orgoglio di Namerō (ナメ郎のプライド?, Namerō no Puraido) - 20. Combinazione più pericolosa ~I due più pericolosi~ (モストデンジャラスコンビ～最も危険な２人～?, Mosuto Denjarasu Konbi ~Mottomo kiken'na 2-ri~) |                                        |                             |
| 3  | Devi vederla!! L'ape fulminante arrabbiata!!!! 「必見!!怒雷蜂!!!!」 - Hikken!! Doraibatchi!!!! | 4 gennaio 2007 ISBN 978-4-08-874303-5  |                             |
| 3  | Capitoli (traduzioni letterali dei titoli) - 21. Prossima battaglia decisiva ~Incontro casuale a Nagoya~ (次なる決戦～めぐりあい名古屋～?, Tsuginaru kessen ~Meguriai Nagoya~) - 22. SUPER Tennosuke (SUPER天の助?, SUPER Tennosuke) - 23. Shinsetsu Bo-bobo Corp. contro i fratelli Nagoya!! (真説ボーボボ軍団VS名古屋兄弟!!?, Shinsetsu Bo-bobo gundan VS Nagoya kyōdai!!) - 24. Comandante Neo F-Block (真Ｆブロック隊長?, Ma F-Burokku taichō) - 25. Sei serio!? Magico!? La forza estrema di Pokomi (マジかよ!?マジカル!?ポコミの超実力?, Majikayo!? Majikaru!? Pokomi no chō jitsuryoku) - 26. Difesa perfetta!! Shinsetsu Tenbobo (完全防御!!真説天ボボ?, Kanzen bōgyo!! Shinsetsu Tenbobo) - 27. La decisione di Pokomi (ポコミの決意?, Pokomi no ketsui) - 28. Accademia d'élite spostata (動きだしたエリートアカデミー?, Ugokidashita Erīto Akademī) - 29. Entra nell'accademia cromedoma dei grandi 4! Burrascoso, 4 contro 4!!! (アカデミー四天王登場！嵐の４対４!!!?, Akademī shiten'nō tōjō! Arashi no 4 tai 4!!!) - 30. Terribile ciclone nero (戦慄のＢ・Ｓ(ﾌﾞﾗｯｸ ｻｲｸﾛﾝ)?, Senritsu no B・S (Burakku Saikuron)) - 31. Devi vederla!! L'ape fulminante arrabbiata!!!! (必見!!怒雷蜂!!!?, Hikken!! Doraibachi!!!)                                             |                                        |                             |
| 4  | Lotta feroce! Combattimento acceso! Il playoff dei 23 grandi reparti!! 「激闘! 熱闘! 23区大決戦!!」 - Gekitō! Netsutō! 23-ku daikessen!! | 4 aprile 2007 ISBN 978-4-08-874343-1   |                             |
| 4  | Capitoli (traduzioni letterali dei titoli) - 32. Il segreto di Namerō (ナメ郎の秘密?, Namerō no himitsu) - 33. Minaccia risvegliata! Namerō il 5°!! (目覚めし脅威！５世ナメ郎!!?, Mezameshi kyōi! 5-sei Namerō!!) - 34. Stallo!? Squadra Bo-bobo (絶体絶命!?ボーボボ組?, Zettaizetsumei!? Bo-bobo-gumi) - 35. Shinsetsu Bobobo-bo Bo-bobo, inizia!!!! (真説ボボボーボ・ボーボボ始動!!!!?, Shinsetsu Bobobo-bo・Bo-bobo shidō!!!!) - 36. Messaggero dell'impero (帝国からの使者?, Teikoku kara no shisha) - 37. Un ulteriore "estremo"!!! (更なる〝極″!!!?, Saranaru〝goku″!!!) - 38. Lo scoppio della guerra finale!! (最終戦争開戦!!?, Saishū sensō kaisen!!) - 39. Da Fukui con amore!!! (福井より愛をこめて!!!?, Fukui yori ai o komete!!!) - 40. Classe Superiore!! Corso accelerato di Gyorai infernali!!! (超絶修行!!地獄の魚雷特訓!!!?, Chōzetsu shugyō!! Jigoku no Gyorai tokkun!!!) - 41. Fine delle lezioni! Sali sul treno N (修行完了！Ｎ列車に乗って?, Shugyō kanryō! N ressha ni notte) - 42. Lotta feroce! Combattimento acceso! Il playoff dei 23 grandi reparti!! (激闘!熱闘!23区大決戦!!?, Gekitō! Netsutō! 23-ku daikessen!!) |                                        |                             |
| 5  | Super guerriero di Babilonia • Softon 「バビロンの超戦士•ソフトン」 - Babilon no chōsenshi • Sofuton | 4 luglio 2007 ISBN 978-4-08-874385-1   |                             |
| 5  | Capitoli (traduzioni letterali dei titoli) - 43. Il vero valore della classe! (修行の真価!?, Syugyou no shinka!) - 44. Esplosione del gioco d'azzardo • Incontra la principessa Chinchiro!! (賭博バクチク･チンチロ姫登場!!?, Tobaku bakutiku･ Tintirohime tōzyō!!) - 45. I sentimenti di Las Vegas? I dadi neri della morte del gioco d'azzardo!! (気分はベガス?闇賭博デスダイス!!?, Kibun wa Begasu? Yami tobaku Desu Daisu!!) - 46. Velocità estrema!!!! La grande scommessa consumata dall'anima!!!! (超高レート?魂かけた大博打!!!!?, Tyō kō rate! Tamashii kaketa dai bakuti!!!!) - 47. La prima volta in quattro anni ♡ Il mondo di Bo-bobo entusiasma anche l'autore! (4年ぶりだね♡作者もドキドキ聖鼻毛領域!?, Yonen buri dane♡ sakusya mo dokidoki Bo-Bobo wa-rudo) - 48. Super guerriero di Babilonia • Softon (バビロンの超戦士･ソフトン?, Babilon no chōsenshi • Sofuton) - 49. Super guerriero risvegliato!!! (目覚めた超戦士!!!?, Mezameta tyō senshi!!!) - 50. Papapa-pa Pa-papatch (パパパーパ·パーパパチ?, Papapā-pa Pā-papachi) - 51. La cabina guida per l'Ade (黄泉への案内屋?, Yomi e no annai ya) - 52. Un Sangaria unico!! (異色の3狩リア!!?, Isyoku no Sangaria!!) - 53. La terribile prova infernale!! (恐怖の地獄裁判!!?, Kyōhu no jigoku saiban!!) |                                        |                             |
| 6  | Heppokomaru il più forte!! 「最強ヘッポコ丸!!」 - Saikyō Heppokomaru!! | 4 ottobre 2007 ISBN 978-4-08-874427-8  |                             |
| 6  | Capitoli (traduzioni letterali dei titoli) - 54. Rabbia!! La verità nascosta!! (暴け!!隠された真相!!?, Abake!! Kakusareta shinsō!!) - 55. La canzone di Pokomi☆ (ポコミの歌☆?, Pokomi no uta☆) - 56. Incontra Shiryūen Kamara dei tre grandi re!! (三大王紫龍炎かまら登場!!?, Sandaiō Shiryūen Kamara tōjyō!!) - 57. Il sacrificio catturato! La spirale mortale della bacchetta da rabdomante!! (捕われた生け贄!死の螺旋アリジゴク!!?, Torawareta ikenie! Shi no rasenarijigoku!!) - 58. Ferma quel treno!! Attacco e difesa 5 contro 5!! (電車を止めろ!!5対5の攻防!!?, Densha wo tomero!! 5-tai-5 no kōbō!!) - 59. In realtà ero un cucciolo di drago (実は竜の子だったの?, Jitsu wa ryū no ko datta no) - 60. Bevanda ai batteri lattici per uomini (男なら乳酸菌飲料?, Otoko nara nyūsankin inryō) - 61. Heppokomaru il più forte!! (最強ヘッポコ丸!!?, Saikyō Heppokomaru!!) - 62. Il gelido uomo dello stretto! Jati!! (氷のツッコミ!邪テイ!!?, Koori no tsukkomi! Jati!!) - 63. Incontra i nemici più forti dei 23 reparti!! (23区最強の敵登場!!?, 23-ku saikyō no teki tōjyō!!) - 64. La fine! Gli Hajiklist più forti (終結!最強ハジケリスト達?, Shūketsu! Saikyō Hajikerisuto-tachi)                                                                              |                                        |                             |
| 7  | Addio Bobobo-bo Bo-bobo 「さようならボボボーボ ボーボボ」 - Sayōnara Bobobō-bo Bō-bobo | 1º gennaio 2008 ISBN 978-4-08-874467-4 |                             |
| 7  | Capitoli (traduzioni letterali dei titoli) - 65. Il leggendario re Don Patch (伝説の王首領パッチ!!?, Densetsu no ō shuryō Pacchi!!) - 66. Incredibile fusione!? (まさかの融合!??, Masakano yūgō!?) - 67. Shock! Il vero potere di Hīragi!! (驚愕！柊の実力!!?, Kyōgaku! Hīragi no jitsuryoku!!) - 68. Le fiammeggianti anime Hajike!! I legami dei tre (燃え上がるハジケ魂!!３人の絆?, Moeagaru Hajike tamashī!! 3-ri no kizuna) - 69. Battaglia finale! Bo-bobo VS Tsuru Tsurlina (最終決戦！ボーボボVSツルリーナ?, Saishū kessen! Bo-bobo VS Tsururīna) - 70. L'errore di calcolo di Tsuru Tsurlina (ツルリーナの誤算?, Tsururīna no gosan) - 71. È arrivato il potere! Imperatore Namerō!! (継ぎし力！帝王ナメ郎!!?, Tsugi shi-ryoku! Teiō Namerō!!) - 72. Conclusione! L'epilogo!! (決着！大団円!!?, Ketchaku! Daidan'en!!) - 73. Addio Bobobo-bo Bo-bobo (さようならボボボーボ・ボーボボ?, Sayōnara Bobobo-bo Bo-bobo) |                                        |                             |